# Павликов, Матвей Степанович
Матвей Степанович Павликов (9 августа 1905, Санкт-Петербург — 8 июля 1948, неизвестно) — советский актёр театра и кино. Заслуженный артист РСФСР (1940).

## Биография
Родился 9 августа 1905 года в Санкт-Петербурге в семье служащего отца и матери, которая являлась домашней хозяйкой.
Учился в Петроградском реальном училище, которое так и не окончил. В 1919 году уехал с матерью и двумя сёстрами в Осташков Тверской области, где в середине лета 1920 года поступил на работу в качестве чертёжника в Главное сланцевое управление.
В 1921 году Павликов вернулся в Петроград и поступил в 23-ю трудовую школу. Одновременно в это же время поступил учиться в драматическую студию «Искусство актёра» при Политуправлении Балтийского флота под руководством Григория Ге. В 1922 году Павликов окончил сразу два заведения, данную школу и драматическую студию.
Позже продолжил актёрскую деятельность в этой же актёрской студии, только обучаясь уже у Е. П. Карпова, а также сдал вступительный экзамен в Институт сценических искусств, который не окончил. В 1923 году вступил в труппу Большого драматического театра, в котором прослужил два сезона, после чего кочевал по разным ленинградским театрам, набирая  опыт и узнаваемость. В 1926 году Павликов перешёл в театр Ленинградского дома печати, затем в театр Ленинградского Пролеткульта, а затем в образовавшийся из него Театр имени ЛОСПС.
Помимо театральной карьеры, Павликов начал сниматься в кино. В 1935 году дебютировал в фильме «Горячие денёчки» в роли танкиста со своей же фамилией — Павликов. В этом же году снялся в фильме «Подруги», роль — мастеровой. В 1936 году вышел следующий фильм с участием Павликова «Пугачёв», в котором он сыграл роль Филимона, а затем снялся в фильме под названием «Федька», сыграв роль белого офицера. В 1938 году исполнил роль кузена в фильме «Человек с ружьём». В 1942 году сыграл роль Кости Грачёва в фильма «Варежки».
В сезоне 1938/1939 гг. Павликов уехал в Киев,  работал в Театре Красной армии. После возвращения поступил служить в Ленинградский театр имени Ленинского комсомола, в котором пробыл до эвакуации театра в Узбекистан после начала Великой Отечественной войны. Сам Павликов эвакуироваться не успел и попал в блокаду Ленинграда, где подорвал своё здоровье. В 1942 году вошёл в состав Блокадного театра, который позже был переименован в Академический драматический театр имени В. Ф. Комиссаржевской. После 1945 года о творческой и личной дальнейшей судьбе Павликова информация незвестна.
Скончался 8 июля 1948 года в возрасте 42 лет.

## Оценочные мнения
- По мнению киноведа А. Тремасова, ему были присущи краски, внешний темперамент, искренность в передаче чувств и эмоций. Он быстро стал обращать на себя внимание героическими ролями[1].

## Фильмография
- 1935 — Горячие денёчки — танкист Павликов
- 1935 — Подруги — мастеровой
- 1936 — Пугачёв — Филимон
- 1936 — Федька — белый офицер
- 1938 — Человек с ружьём — кузен
- 1942 — Варежки — Костя Грачёв

## Звания и награды
- Заслуженный артист РСФСР (1940)[1].